# Krzysztof Kościelniak
Krzysztof Kościelniak (Rabka, Polonia, 7 de agosto de 1965) es un sacerdote católico y profesor titular de Historia (Historia del Oriente, Estudios asiáticos, Estudios islámicos, Historia de la Religión, Historia de las Iglesias Orientales). Actualmente ejerce como titular en la Universidad Jaguelónica de Cracovia, en la Pontificia Universidad Juan Pablo II (UPJPII) y en el Seminario de la Orden Paulina de la misma ciudad.

## Formación y experiencia investigadora
Su formación consta de estudios en el seminario superior de la archidiócesis de Cracovia (1985-1991) y en la Pontificia Academia Teológica de Cracovia (más conocida como PAT, y, desde 2009, llamada Pontificia Universidad Juan Pablo II) , además de su segundo ciclo en la Facultad de Teología (1992) . Otros estudios incluyen: el Instituto de Filología Oriental, la Universidad Jaguelónica (1995-1996), el Institut für Sprachen und Kulturen des Vorderen Orients, Ruprecht Karls Universität Heidelberg, Alemania (1996-1997) , Pontificio Istituto di Studi Arabi e d’Islamistica –Centro de Estudios Arábigos de El Cairo, Egipto (1997-1998); el Centro Franciscano de Estudios Cristiano-Orientales (El Cairo, Egipto, de 1997-1998) . Doctorado en Religiología en 1999 por la Facultad de Teología de la Pontificia Academia de la misma materia . Disertación post-doctorado en Humanidades, Historia de Oriente (2001), en la Facultad de Historia y Patrimonio Cultural (PAT) . Estancia de larga duración para investigación en Siria (2002-2003) , enseñanza a tiempo completo de 2004 a 2005 en la Facultad de Historia de la Universidad Jaguelónica. Numerosas estancias para investigación, entre ellas Siria (varias veces entre 2004 y 2011), Roma, Polinesia Francesa, Londres, Nueva Zelanda. Estudios sobre la minoría musulmana en Sinkiang (China), Yala, Pattani, Narathiwat (sur de Tailandia) y Turquía. Académico en la Universidad Fu Jen y en la Universidad de Tamkang en Taipéi (Taiwán, 2016).

## Experiencia profesional
Trabajando como el sacerdote católico ha vivido de primera mano las comunidades católicas en muchos países
Universidad Jaguelónica: desde 2005, profesor titular en la Facultad de Estudios Políticos e Internacionales ; desde 2011, cabeza del Departamento de Oriente Próximo y África Septentrional; de 2012 a 2016, cabeza del Departamento de Medio Oriente y Asia Oriental (contribuyó a la creación de Estudios Asiáticos) , miembro de algunas comisiones, y organizador de varias escuelas de verano para estudiantes en Asia.
Pontificia Academia Teológica (desde 2009 llamada Pontificia Universidad Juan Pablo II de Cracovia): desde 1994, académico de la Facultad de Teología y Patrimonio Cultural, parte de la Facultad de Ciencias Sociales . Profesor auxiliar (2001-2009) y titular en la Facultad de Historia y Patrimonio Cultural (2009-2011). Estuvo al cargo de varios puestos , como editor jefe de la revista científica "Orientalia Christiana Cracovensia" (2009-2012) , la serie de fuentes y monografías orientales y organizó numerosas escuelas de verano en Siria .
Actividades profesionales: entre otras, el congreso del EPP group en el Parlamento Europeo de Venecia , el Doha International Center for Interfaith Dialogue (Catar) , el Al-Rai Center for Studies, la Jordan European Business Association , la Academia China de Ciencias y en la Universidad de Ciencias Islámicas de Malasia. Ha creado cerca de ciento veinte ensayos científicos e impartido varias entrevistas.

## Trabajo e investigación científica
Sus labores investigadoras se centran en el campo de los estudios del Medio, Próximo y Lejano Oriente
- La condición de los estados musulmanes, el islam contemporáneo y las minorías musulmanas (modelos de modernización del islam en un contexto dinámico , los procesos de democratización en el mundo islámico de hoy, los elementos democráticos del mundo islámico, los intentos de separación de estado y religión , las opiniones sobre la secularización de cristianos y musulmanes, su puesta en práctica en los países musulmanes y las consecuencias de la "Primavera Árabe" (2011-2013) en Egiptio, Túnez, Siria y Libia. 
También se incluye la diversidad étnica y cultural de los inmigrantes musulmanes en Polonia en el período de 1989-2014, los pronósticos y retos de la migración musulmana hacia Europa, las relaciones entre musulmanes e hindúes tras el establecimiento del Partido Popular Indio la comunidad uighur en China, la vida de Afag Khoja (1626-1694) contextualizada históricamente e incluyendo las polémicas sobre su papel en la comunidad Uighur). 
- Estudios islámicos (Influencias cristianas en la tradición musulmana, el concepto del tiempo y el calendario en el islam, demonología del Corán, el concepto de "al-ʿArāf" (el purgatorio musulmán), la hermenéutica del Corán en el mundo islámico, la jurisprudencia del islam y las reglas de la teología musulmana suní, las características de la divinización según Farīd-al-dīn ʿAṭṭār Nīšāpūrī (fallecido en 1221 aprox.), el concepto de la universalidad del Islam, la escatología musulmana, la esclavitud y la situación de las mujeres en el islam, el concepto de Yihad en las fuentes suníes (como el Corán o el Sunna) y los cambios y puntos de vista modernos de la Yihad en el mundo islámico. La Yihad en varios contextos (histórico, teólogico y del diálogo de la vida). Autor del primero Concordato Polaco del Corán. Ha comentado y traducido numerosos hadices.
- La historia del Islam (historia de Asia central desde el siglo VI hasta el XII e historia del África Subsahariana en la Edad Media, publicada como parte de "The Great History of the World"). Los logros y fallos de los Abasidas (750-1258), interpreciones históricas del pensamiento musulmán. También ha descrito la tumba de Mahoma del siglo XVII en Medina (centrándose en la relación de los polacos islamizados secuestrados por los turcos y llevados a Egipto) y ha analizado la contribución de Tadeusz Lewicki (1906-1992) a los Estudios Islámicos y la historia de África Oriental.
- Las iglesias orientales (Cristianidad árabe antes de Mahoma y la literatura árabe cristiana antes del auge del Islam. Los cristianos bajo la perspectiva musulmana en la Edad Media, la historia de la iglesia de los melquitas (634-1516), la iglesia católica maronita en Oriente Medio como puente entre oriente y occidente, la contribución de los maronitas cristianos al famoso Estatuto Orgánico del Líbano (Règlement en francés) en 1861 y 1864 y los cambios regulatorios a los cristianos en Líbano y Siria en el siglo XX. Los cambios en la identidad de los coptos, el pluralismo de la iglesia católica en Egipto y la situación de las minorías cristianas en Turquía.
- Islam y cristianismo: interacciones y diálogo (la influencia de la demonología bíblica en los conceptos coránicos de Satán, en el contexto de las interacciones de religiones antiguas, la tradición apócrifa en la demonología coránica, la tradición musulmana en el contexto de la asimilación cultural cristiano-islámica entre el siglo VII y el X, el origen, la historia y las interpretaciones de los préstamos del Nuevo Testamento en los hadices, la interacción entre las creencias cristianas y politeístas del Corán y los preislámicos, los elementos del Antiguo y Nuevo Testamento en el Corán, la influencia cristiana en ciertas interpretaciones musulmanas del al-ʿArāf (El purgatorio musulmán) y la presencia de elementos cristianos de la patrística en el libro sagrado musulmán, además de las diferencias entre islam y cristianismo.
- Historia de las relaciones cristiano-musulmanas (fuentes que describen la toma de la Iglesia de San Juan Bautista en Damasco durante el califato de Walid II, el dinamismo de las asimilaciones culturales cristiano-musulmanas en los primeros siglos del islam en Medio Oriente,  cultura y religión en Medio Oriente según Ibn Haldūn (1332-1406), aspectos cristológicos de la polémica cristiano-islámica en los comienzos del islam, la invasión árabe de Roma (846), la situación de las comunidades cristianas en el mundo musulmán antes de las cruzadas, la ambivalencia en la posición de los cristianos en la comunidad musulmana, la destrucción de la Iglesia del Sagrado Sepulcro de Jerusalén en 1009, las descripciones sobre los cristianos en Egipto por parte del fraile fransciscano Anthony Gonzales (1673), él alabó la actitud de los cruzados hacia los musulmanes en las crónicas de Ibn Jubayr sobre su viaje a Oriente (1217), la importancia de los franciscanos en Medio Oriente durante la época de los mamelucos, la imitación de la ideología islámica de la Yihad en "Táctica" de León el Sabio (866-912), las misiones de la iglesia protestante en las provincias orientales del Imperio otomano en la primera mitad del siglo XIX, las influencias occidentales en la formación del sistema político libanés durante la segunda mitad del siglo XIX. El diálogo entre musulmanes y cristianos en el contexto de los derechos humanos (La Declaración Universal de los Derechos Humanos), el diálogo sobre la vida entre cristianos y musulmanes en la historia del Líbano (1861-1945) tras el Estatuto Orgánico del Líbano (Reglèment), la experiencia polaca en la coexistencia entre cristianos y musulmanes.
- Teología e historia de las religiones, estudios religiosos (autor de libros de texto de la serie "Religions of the modern Middle and far East" -Religiones en el plano mdoerno del Medio y Lejano Oriente-; el primer volumen presenta la complejidad del fenómeno de la religión; el segundo muestra una descripción a fondo del hinduismo. También ha publicado un libro de texto sobre la teología católica de las religiones y ha colaborado como coautor en dos libros sobre teología fundamentalista católica. Ha comparado la idea del martirio en varias religiones del mundo. Asimismo, ha investigado los contactos e interacciones de los antiguos egipcios con la cultura nómada, presuntamente árabe y los elementos de la demonología religiosa del Antiguo Egipto en la Arabia preislámica).
- Estudios bíblicos (este tipo de publicaciones es común en sus primeras investigaciones y se centra especialmente en demonología bíblica). Ha analizado el asunto de los espíritus malignos en la Biblia, presentado una exégesis sobre algunos fragmentos del Evangelio de San Juan que usan el término griego άρχων του̃ κόσμου τούτου ("Señor de este mundo"). Ha examinado la conexión entre la demonología bíblica y las religiones antiguas del Medio Oriente y propuso la polémica sobre la teoría de Gerald Messadíe (Histoire générale du diable) de que la demonología bíblica depende directamente de la demonología pérsica. Sumado a la demonología bíblica, ha realizado estudios sobre el padrenuestro y otros fragmentos del Nuevo Testamentos incorporados en la tradición musulmana).

## Afiliación en organizaciones profesionales
Miembro de la Asociación Europea de Arabistas e Islamistas (L'Union Européene des Arabisants et Islamisants - UEAI), el Comité de Estudios Orientales de la Academia Polaca de Ciencias de Varsovia (2011-2014, miembro del presidio) , el Comité Bizantino de la misma academia, la Sociedad Científica de Australia, Nueva Zelanda y Oceanía, la Asociación de Téologos Fundamentalistas de Polonia y la Sociedad Teológica Polaca de Cracovia (tanto en la Comisión Teológica como en la Histórica) y también el Institute para el Diálogo Intercultural Juan Pablo II.

## Libros
- Polish Muslims.Religion and Culture [Muzułmanie polscy. Religia i kultura], Kraków: Wydawnictwo M 2015 (en inglés) (recuperado el 20.12.2016);
- Hinduism „Contemporary Religions of the Middle East and Far East” vol. 2 [Hinduizm, „Religie współczesnego Bliskiego i Dalekiego Wschodu” vol. 2],  Kraków: Wydawnictwo M 2015;
- The Complex Phenomenon of Religion, „Contemporary Religions of the Middle East and Far East” vol. 1 [Złożony obraz zjawiska religii, „Religie współczesnego Bliskiego i Dalekiego Wschodu” vol. 1], Kraków: Wydawnictwo M 2014; (en inglés) (recuperado el 12.12.2016)
- Religious and Philosophical aspects of times and history in Islam, [Czas i historia w islamie. Kalendarz i podstawy chronologii muzułmańskiej], Kraków: Wydawnictwo UJ 2013 (en inglés) (recuperado el: 12.07.2016);
- Dillemas of democracy In the Middle East.Izrael, Jordan, Turkey, ed. K. Kościelniak, Kraków: UNUM 2010 (en inglés) (recuperado el 12.07.2016).
- State, Religion, Community. Selected Topics from Political Modernization in the Middle East [Państwo, religia i wspólnota. Wybrane zagadnienia z procesów modernizacji na Bliskim Wschodzie],  ed. K. Kościelniak, Kraków: UNUM 2010;
- Change and Stability.State, Religion and Politics in the Middle East and North Africa, ed. K. Kościelniak, Kraków: UNUM 2010(en inglés) (recuperado el  22.12.2016);
- Prosperity and Stagnation.Some Cultural and Social Aspects of the Abbasides Period (750-1258), ed. K. Kościelniak, “Orientalia Christiana Cracoviensia” 1, Kraków 2010 (en inglés) (recuperado el 12.07.2016);
- Human rights in the culture of the Northern Africa, the Middle and Far East [Prawa człowieka w kulturze północnej Afryki Bliskiego i Dalekiego Wschodu], ed. K. Kościelniak, Kraków: UNUM 2008 (en inglés) (recuperado el 12.12.2016).
- Theme Concordance of the Koran [Tematyczna konkordancja do Koranu, Kraków 2006, Kraków: UNUM 2006 (en inglés) (recuperado el 10.07.2016);
- The Sunnah, Hadiths and Traditionalists.An Introduction to the Muslim Tradition [Sunna, hadisy i tradycjoniści. Wstęp do tradycji muzułmańskiej], Kraków: UNUM 2006 (en inglés) (recuperado el 10.07.2016);
- Christentum und Islam.Perspektive und Probleme des Dialogs, Kraków: UNUM, 2005 (en alemán) (recuperado el 15.07.2016);
- Greeks and Arabs.The History of the Melkite (Catholic) Church in the lands conquered by the Muslims (634-1516) [Grecy i Arabowie. Historia Kościoła melkickiego (katolickiego) na ziemiach zdobytych przez muzułmanów (634-1516)], Kraków: UNUM 2004 (en inglés) (recuperado el 10.07.2016);
- The Jihad.Holy War in Islam. The Relation Between Religion and State. Islam vs. Democracy.Christians in the Islamic Countries,  [Dżihad. Święta wojna w islamie. Związek religii z państwem. Islam a demokracja. Chrześcijanie w krajach muzułmańskich], Kraków: Wydawnictwo M 2002 (en inglés) (recuperado el 17.07.2016);
- Zło osobowe w Biblii. Egzegetyczne, historyczne, religioznawcze i kulturowe aspekty demonologii biblijnej, Kraków: Wydawnictwo M 2002 (en polaco) (recuperado el 17.12.2016);
- Christianity Encountering World Religions [Chrześcijaństwo w spotkaniu z religiami świata],  Kraków: Wydawnictwo M 2002 (en inglés) (recuperado el 14.07.2016);
- Muslim Tradition in the Background of the Christian-Islamic Acculturation from the 7th to the 10th Centuries.The Origin, History and Meaning of the New Testament Borrowings in the Hadiths [Tradycja muzułmańska na tle akulturacji chrześcijańsko-islamskiej od VII do X wieku. Geneza, historia i znaczenie zapożyczeń nowotestamentowych w hadisach], Kraków: UNUM 2001 (en inglés) (recuperado el 22.11.2016).
- 20 Centuries of Christianity in the Arab Culture, Volume I: Ancient Arabia.Christianity in Arabia until Muhammad (d. 632) [XX wieków chrześcijaństwa w kulturze arabskiej. Tom I: Arabia starożytna. Chrześcijaństwo w Arabii do Mahometa (632)], Kraków: UNUM 2000 (en inglés) (recuperado el 19.07.2016);
- Evil Spirits in the Bible and the Koran – the influence of biblical demonology on the Koranic conceptions of Satan in the context of interactions of the Ancient religions [Złe duchy w Biblii i Koranie - wpływ demonologii biblijnej na koraniczne koncepcje szatana w kontekście oddziaływań religii starożytnych], Kraków: UNUM 1999 (en inglés) (recuperado el 1.07.201).

## Enlaces, fuentes
- [Oxford Encyclopedia of Personalities of the Republic of Poland] Oxford Encyklopedia – Osobistości Rzeczypospolitej Polskiej, entry: Krzysztof Kościelniak, London: An Oxford Encyclopedia Publication 2016, pp. 555–556 (en inglés y polaco) (presentación de las labores del profesor Krzysztof Kościelniak hasta 2016);
- Polish Scholarly Bibliography (PBN) – the portal of the Polish Ministry of Science, Polska Bibliografia Naukowa PBN, Krzysztof Kościelniak (en polaco) (lista completa de los trabajos científicos de Koscielniak publicados), [recuperado el: 12.07.2016].
- Academia, Krzysztof Kościelniak – Jagiellonian University – Department of the Middle and Far East (la mayoría de los trabajos científicos de Krzysztof Kościelniak en línea) (en inglés) [recuperado el: 12.07.2016].
- K. Kaucha, Kościelniak Krzysztof, w: Leksykon teologii fundamentalnej, red. M. Rusecki i inni, Lublin-Kraków 2002, s. 653-654 (omówienie zasadniczych osiągnięć naukowych K. Kościelniaka do 2001);
- J. Hauziński, [Research on the history of the Islamic world in Poland after 1945] Badania nad dziejami świata islamu w Polsce po 1945 roku, en: T. Majda (ed.), Szkice z dziejów polskiej orientalistyki, vol. V, Warszawa 2010, pp. 69–70 (presentación de las contribuciones de Krzysztof Kościelniak a los Estudios Orientales hasta 2008);
- D. Rosiak, Ziarno i krew. Archivado el 4 de enero de 2017 en Wayback Machine. Podróż śladami bliskowschodnich chrześcijan Archivado el 4 de enero de 2017 en Wayback Machine. [Grain and blood. Travel in the footsteps of Christians in the Middle East], Wołowiec: Wydawnictwo Czarne 2015, wstęp (Sobre los encuentros con Krzysztof Kościelniak) (en polaco) (recuperado el: 29.12.2016)
- International Institute of Advanced Islamic Studies (IAIS) Malaysia, Kuala Lumpur, Krzysztof Kościelniak, (en inglés) [recuperado el: 10.07.2016].
- The Institute of the Middle and Far East (Instytut Bliskiego i Dalekiego Wschodu), Ks. prof. dr hab. Krzysztof Kościelniak, (en polaco) [recuperado el: 12.07.2016].
- Krzysztof Kościelniak, Dorobek naukowy Katedry Historii Religii Bliskiego i Dalekiego Wschodu Archivado el 14 de noviembre de 2016 en Wayback Machine. [Krzysztof Kościelniak, Achievements of the Department of the History of Religion in the Middle and Far East at the Faculty of History and Cultural Heritage, John Paul II Pontifical University of Kraków] (presentación de las laboras de Krzysztof Kościelniak hasta 2011) (en polaco) [recuperado el 22.03.2011].
- Sprawozdanie dziekana Wydziału Studiów Międzynarodowych i Politycznych UJ z kadencji 2012-2016 [Reporte del decano de la Facultad de Estudios Políticos e Internacionales – Universidad Jaguelónica, período 2012-2016] (en polaco) [recuperado el 21.07.2016].
- M. Rzepka, 8th Doha Conference on Interfaith Dialogue, en: Vita Academica 6(60)2010, p. 26; (en polaco) [recuperado el 25.06.2016].
- Instytut Bliskiego i Dalekiego Wschodu UJ, Wydarzenia [Instituto del Medio y Lejano Oriente - Acontecimientos] (en polaco) [recuperado el 20.07.206]
- Instytut Bliskiego i Dalekiego Wschodu UJ, Galerie i blogi, [Instituto del Medio y Lejano Oriente – Galería y blogs] (en polaco) [recuperado el 20.07.2016].
- Rozmowy Teofila: Rozmowa A. Dobrzyńskiego OP z ks. Krzysztofem Kościelniakiem - Dlaczego warto zajmować się islamem? [Dissusions of ‘Teofil’: Conversation of Rev. A. Dobrzyński, OP, with Rev. Krzysztof Kościelniak: Why is Islam worth knowing], en: ‘Teofil – Pismo Kolegium Filozoficzno-Teologicznego Dominikanów’ 24(2006) pp. 23–4;(en polaco) [recuperado el 12.07.2016];
- Rozmowa o dialogu chrześcijańsko-muzułmańskim J. Bocheńskiej z ks. prof. Krzysztofem Kościelniakiem [Diálogo entre cristianos y musulmanes - Conversación de Bocheńska con el reverendo profesor Krzysztof Kościelniak], en: ‘Tolerancja.pl’ (en polaco) [recuperado el 12.07.2016];
- Dialog życia.Rozmowa ks. dr Piotra Gąsiora z ks. prof. Krzysztofem Kościelniakiem [The dialogue of life. Conversation of Rev. Dr Piotr Gąsior with Rev. Prof. Krzysztof Kościelniak], in: ‘Niedziela Ogólnopolska’ 48/2006, pp. 13–14; [recuperado el: 18.07.2016]);
- Co mamy przemilczać?! Z ks. prof. dr. hab. Krzysztofem Kościelniakiem - islamoznawcą, wykładowcą na Papieskiej Akademii Teologicznej – rozmawia ks. Piotr Gąsior [Are we to remain silent? Conversation of Rev. Dr Piotr Gąsior with Rev. Prof. Krzysztof Kościelniak, lecturer at the Pontifical Academy of Theology], en: ‘Niedziela Ogólnopolska’ 43/2006, pp. 18–19 (en polaco) [recuperado el: 12.07.2016].
- Radość w Rabie Niżnej – mieszkańcy są dumni z ks. Prof. Krzysztofa Kościelniaka [Joy in Raba Niżna – The people of Raba Niżna are proud to Rev. Father Krzysztof Kościelniak], en: Gazeta krakowska – nowosądecka, 16.12.2005, pp. 1–2.
- Ksiądz Profesor z Raby Niżnej – specjalista od islamu i świata arabskiego, [Reverendo profesor de Raba Niżna – experto en islam y el mundo árabe], en: Nasza Gmina Mszana Dolna 4(2005) p. 9.
- 30 przesiadek. Wspomnienia studentów z wyjazdu naukowego do Syrii, [Thirty changes. Recollections of students participating in the summer school in Syria], in: ‘Patos’ part I 4(2005) pp. 16-17; part II 1(2006) pp. 14-15. (En inglés)